# Писаревский, Степан
Степа́н Писаре́вский (псевдоним Стецько Шереперя; 1780, Волчанск, Слободско-Украинская губерния — 22 января 1839, там же, Харьковская губерния) — украинский поэт и драматург, автор текстов песен. Священник Русской православной церкви.

## Биография
Учился в Харьковском коллегиуме, окончив который занимал высокие духовные должности в Харькове, Богодухове, Волчанске.
Служил харьковским протопопом.
Его сын — Пётр Степанович Писаревский (1820—1871) — украинский поэт, автор бурлескных стихов и басен.

## Творчество
Творческую деятельность под псевдонимом Стецько Шереперя начал с 1813 года. В украинской литературе Степан Писаревский является представителем направления, сочетавшего этнографизм, сентиментализм и бурлеск («жарт»).
Автор бурлескных стихов, текстов песен, оперетт.
Пьеса Писаревского «Купала на Ивана» (Харьков, 1840), написанная на украинском языке, как сказано в заглавии, «обряды Купалы и свадьбы, как водится у малороссиян, представлены в подлинном их виде, с национальными песнями», была музыкально обработана как оперетта Иваном Озаркевичем и получила название «Весілля, або Над цигана Шмагайла нема розумнішого» (1849). Музыку к оперетте сочинил Михаил Вербицкий.
Большой популярностью пользовались в своё время сентиментальные бурлески С. Писаревского — «Писулька до мойого братухи Яцыка», «Де ти бродиш, моя доле?» (Марк Кропивницкий включил эти песни в комедию «Вий» (1896)), стихотворение-народная песня «За Немань йду» (о походе казацких полков в 1813, преследовавших отступавшие войска Наполеона) была инсценирована в украинской оперетте «За Немань йду» Владимира Александровым в 1872.
Писаревский написал ряд стихов, ставших украинскими народными песнями («Де ти бродиш, моя доле?..», «За Немань іду»). Произведения поэта печатались в альманахах «Сніп» («Сноп») А. А. Корсуна, «Ластівка» Е. П. Гребёнки (1841) и других изданиях.
В своем творчестве автор следовал традициям Ивана Котляревского, выражавшей националистические чаяния мелкопоместного украинского дворянства.